# Conductix-Wampfler
Conductix-Wampfler est une entreprise industrielle allemande de fabrication de systèmes de transmission d'énergie comme des enrouleurs. Elle appartient au groupe Delachaux. Son siège est basé à Weil am Rhein.